# Alejandro Siles

## Trayectoria
Su primer club fue el Peñarol de Montevideo, donde realizó las divisiones formativas. En 2009 fue ascendido al plantel principal por el entonces técnico carbonero Julio Ribas, sin llegar a debutar oficialmente. En 2011 participó de la gira europea de su equipo jugando contra Oporto de Portugal y otros equipos. El 3 de septiembre de ese mismo año hizo su debut en un partido oficial, frente a Defensor Sporting en la cuarta fecha del torneo Apertura, en la victoria de su equipo por 1-0.

## Selección nacional juvenil
Ha sido internacional con la Selección Sub-15 en varias ocasiones, integrando la preselección del 2009.

## Clubes
|Peñarol
| Uruguay 2011- 2013
|El Tanque Sisley
| Uruguay 2013
|Peñarol
| Uruguay 2014
|Centro Atlético Fénix
| Uruguay 2014-2015
|Miramar Misiones 
| Uruguay
2015
|Club Atlético Florida
| Uruguay2017
|Basáñez 
| Uruguay 2019/2020
|La Luz 
| Uruguay 2021/2022
|Club Atlético Florida 
| Uruguay
2023

## Palmarés
|Peñarol
| Uruguay
|2012-13
|Club Atlético Florida | Uruguay |2017